# Rafael (Arenski)
Rafael (títol complet: Rafael: escenes musicals del Renaixement; en rus: Рафаэль: Музыкальные сцены из эпохи Возрождения), op. 37, és una òpera en un acte d'Anton Arenski. El llibret, d'A. A. Kryukov, es basa en la vida de l'artista renaixentista Rafael. L'òpera va ser composta el 1894 per al Primer Congrés d'Artistes Russos i dedicada a la Societat de Moscou dels amants de les Arts. Es va estrenar al Conservatori de Moscou el 6 de maig, amb Leonid Pasternak com a director d'escena; Yevgeniya Mravina va fer el paper de Fornarina, model i amant de Rafael. Arenski va triar una obra sobre temàtica no russa i es va distanciar de les tendències nacionalistes del seu mestre Rimski-Kórsakov. Rafael va ser menys ben rebuda que la seva predecessora, Un somni en el Volga.
Puntuació de piano amb text en rus i italià disponible en línia.